# Le Jour du Docteur
Le Jour du Docteur (The Day of the Doctor) est l'épisode célébrant le cinquantième anniversaire de la série télévisée britannique Doctor Who. Il a été écrit par Steven Moffat, qui remplit également les fonctions de producteur exécutif avec Faith Penhale. Il a été décrit par le producteur de la série Marcus Wilson comme une « lettre d'amour aux fans » et par le Contrôleur de BBC One Danny Cohen comme un « téléfilm évènement », et il est d'une durée de 75 minutes.
David Tennant et Billie Piper, qui étaient auparavant les acteurs principaux de Doctor Who dans le rôle du dixième Docteur et de Rose Tyler respectivement, ont été réengagés pour apparaître dans cet épisode spécial. John Hurt et Joanna Page jouent également dans ce film. John Hurt est une incarnation qui était jusqu'à présent inconnue du Docteur, le Docteur de la guerre : une incarnation qui n'a pas encore fait le choix de détruire sa planète.
L'épisode comporte également le retour des Zygons, des extraterrestres qui n'étaient jusqu'alors apparus que dans Terror of the Zygons, en 1975.
Le tournage a commencé le 2 avril 2013 à Neath, une petite ville galloise. L'épisode spécial a été diffusé sur BBC One le 23 novembre 2013 en 2D et les téléspectateurs ont pu aussi le voir en 3D. Le spécial a été aussi diffusé en 3D dans des cinémas à travers le pays, et d'autres pays dans le monde, comme les États-Unis ou l'Allemagne, en même temps que sa diffusion à la télévision. Le tournage s'est achevé le 5 mai 2013.
La bande annonce non officielle est sortie le 21 juillet 2013 au Comic-Con de San Diego devant plus de 6 000 personnes.

## Résumé
L'intrigue mêle trois histoires qui se déroulent dans l'Angleterre contemporaine, l'Angleterre élisabéthaine, et lors de la chute d'Arcadia, la seconde cité de Gallifrey, aux derniers jours de la Guerre du Temps.
À l'école de Coal Hill, Clara Oswald, qui y est professeur, reçoit un message du onzième Docteur et retourne au TARDIS, qui est ensuite transporté par hélicoptère jusqu'à Trafalgar Square. Des instructions pieusement conservées de la reine Élisabeth Ire (qui s'avère avoir été mariée au dixième Docteur) sont montrées au Docteur, de même qu'une représentation en trois dimensions du dernier jour de la Guerre du Temps, portant deux titres : Plus jamais ou encore La Chute de Gallifrey, ainsi que d'autres peintures en trois dimensions (que le Docteur identifie comme une technologie des Seigneurs du Temps), conservées dans une réserve secrète de la National Gallery de Londres. Les instructions nomment également le Docteur conservateur de la National Gallery, pour protéger les trésors qu'Élisabeth Ire pense qu'aucun autre ne saurait protéger. D'autres tableaux en trois dimensions ont été brisés de l'intérieur et des personnages dans ces peintures ont disparu. Il s'avère bientôt que les Zygons, extra-terrestres métamorphes préservés dans ces images anciennes, sont en train d'envahir la Terre. Pour les vaincre, UNIT prévoit de faire exploser une tête nucléaire à Londres, depuis leur base des Archives noires, qui contient un grand nombre d'objets extra-terrestres et qui est à l'épreuve du TARDIS.
Au cœur de la Guerre du Temps, le Docteur de la guerre observe la chute de Gallifrey sous les coups de l'invasion Dalek et décide de recourir à une arme de destruction massive appelée le Moment, décrite comme un « désintégrateur de galaxies » et qui détruira les deux races totalement. L'arme est dotée de conscience — elle lui apparaît sous la forme physique de la future compagne du Docteur Rose Tyler - et met en cause la légitimité de cette action, en lui montrant ce qu'il adviendra de lui s'il utilise l'arme et quelles seront les conséquences. Pour cela, elle ouvre un portail vers l'Angleterre élisabéthaine où se trouve le dixième Docteur, ce portail étant lui-même relié à un autre, à la National Gallery où se trouve le onzième Docteur.
Dans l'Angleterre élisabéthaine, le dixième Docteur et la jeune Élisabeth Ire se trouvent également sous la menace des Zygons. Il est bientôt rejoint par le Docteur de la guerre et le onzième Docteur, et tous trois sont enfermés dans la Tour de Londres, où le Moment encourage le Docteur de la guerre à formuler un plan basé sur la réalisation de calculs qui prendraient des siècles à être effectués avec le tournevis sonique, en commençant les calculs sur le tournevis du Docteur de la guerre et en les finissant sur celui du onzième, quatre cents ans plus tard. Le onzième Docteur ayant communiqué à ses alliés modernes le code pour activer un manipulateur de vortex — autrefois la propriété du capitaine Jack Harkness et donné à UNIT à la suite d'une de ses morts — à UNIT, ce qui permet à Clara d'échapper aux Zygons, rejoignant les trois Docteurs sans que ceux-ci aient finalement eu besoin du calcul du tournevis. Les Docteurs parviennent à entrer dans les Archives noires de UNIT par un des tableaux de la même façon que les Zygons. Le onzième Docteur active un effaceur de mémoire présent dans la salle, ce qui fait que les humains et les Zygons oublient qui est qui, les forçant à entreprendre des pourparlers de paix plutôt que d'avoir recours à des solutions extrêmes.
Le Docteur de la guerre, croyant connaître à présent les conséquences de ses actes et ayant décidé de ce qu'il est juste de faire, met en œuvre son intention d'actionner le dévoreur de galaxies. Ses deux autres incarnations apparaissent avec l'intention d'activer le dispositif avec lui, afin qu'il n'ait pas à le faire seul. Mais Clara Oswald convainc le onzième Docteur de rechercher une solution alternative. En conséquence, et sur les conseils du Moment, ils appellent toutes les incarnations du Docteur (y compris sa prochaine incarnation, la douzième) qui, en coopérant, parviennent à « geler » Gallifrey dans un univers parallèle, laissant les envahisseurs Daleks s'entre-détruire sous les feux de leur propre attaque à présent sans cible. Le Docteur de la guerre donne son approbation à ses incarnations futures et part, tout comme le dixième Docteur, chacun dans son TARDIS respectif. Arrivé aux commandes, le Docteur de la guerre commence à se régénérer, répétant les paroles du premier Docteur en disant « Je crois que j'ai fait mon temps ». À cause du trouble apporté aux lignes temporelles, ils savent qu'ils ne se souviendront pas que le Docteur de la guerre a sauvé Gallifrey ; le neuvième et le dixième Docteur penseront l'avoir détruite.
À la fin de l'histoire, le onzième Docteur rencontre le mystérieux conservateur du musée, ressemblant à une version plus âgée du quatrième Docteur. Le conservateur dit au Docteur que le titre réel du tableau n'est ni Plus jamais, ni La Chute de Gallifrey, mais simplement La chute de Gallifrey, plus jamais. Le Docteur en déduit que le plan pour sauver Gallifrey a fonctionné, et qu'à présent il lui faut retrouver sa planète natale et les Seigneurs du Temps. L'épisode s'achève par un salut à l'histoire de la série quand le Docteur décrit un de ses rêves — un rêve dans lequel toutes ses incarnations successives sont vues ensemble et où le Docteur décide qu'il va à nouveau partir à la recherche de Gallifrey.

## Distribution

### Le Docteur
- Matt Smith : le onzième Docteur
- David Tennant : le dixième Docteur
- John Hurt : Docteur de la guerre
- Apparaissent aussi, dans des rôles mineurs :
  - Christopher Eccleston : le neuvième Docteur
  - Paul McGann : le huitième Docteur
  - Sylvester McCoy : le septième Docteur
  - Colin Baker : le sixième Docteur
  - Peter Davison : le cinquième Docteur
  - Tom Baker : le quatrième Docteur
  - Jon Pertwee : le troisième Docteur
  - Patrick Troughton : le deuxième Docteur
  - William Hartnell : le premier Docteur
  - Peter Capaldi : le douzième Docteur (non crédité)

### Compagnons
- Jenna Coleman : Clara Oswald

### Autres
- Billie Piper : le Moment (sous l'apparence de Rose Tyler, dite « Grand Méchant Loup »)
- Joanna Page : Élisabeth Ire
- Jemma Redgrave : Kate Stewart
- Ingrid Oliver : Osgood
- Ken Bones : le Général
- Orlando James : Lord Bentham
- Tom Baker : le conservateur

### Version française
- Version française - Dubbing Brothers
- Adaptation - Olivier Lips & Rodolph Freytt
- Direction artistique - David Macaluso
- Mixage - Marc Lacroix
- Chargée de production - Jennifer Harvey

Avec les voix de
- Olivia Auclair - Jeune Lord
- Romain Barbieux - Lord Bentham
- Tony Beck - McGillop
- Peppino Capotondi - le septième Docteur
- Paul Dambermont - Androgar
- Patrick Donnay - le premier Docteur
- Vincent Dussaiwoir - le prêtre
- Stéphane Excoffier - Kate
- Olivier Francart - Tom
- Géraldine Frippiat - Rose
- Michel le Maire de Warzée - le troisième Docteur
- Fabienne Loriaux - Élisabeth
- David Manet - le dixième Docteur et neuvième Docteur
- Pascal Gruselle - le sixième Docteur
- Frédéric Meaux - le cinquième Docteur
- Valérie Muzzi - Osgood
- Marielle Ostrowski - Clara
- Guy Pion - le deuxième Docteur
- Jean-François Rossion - Père
- Alexandre von Sivers - le Docteur de la Guerre
- Jean-Michel Vovk - le général
- Marc Weiss - le onzième Docteur
- Jean-Henri Compère - le conservateur

## Continuité
L'épisode fait énormément de références au passé de la série et à son histoire :
- C'est la cinquième fois que plusieurs incarnations du Docteur se rencontrent après The Three Doctors, The Five Doctors, The Two Doctors et Time Crash si on excepte aussi l'épisode crossover à l'occasion du trentième anniversaire de la série, Dimensions in Time. Une fois de plus, le Docteur est voué à rester amnésique de la rencontre avec ses futures incarnations (mais l'incarnation la plus récente se souvient de l'aventure), ce qui évacue le paradoxe de la situation.
- Pour le dixième Docteur, cette aventure est située entre les épisodes La Conquête de Mars et La Prophétie de Noël. Dans ce dernier épisode il faisait d'ailleurs déjà référence au fait d'avoir épousé Élisabeth Ire, un évènement qui est présenté ici.
- L'épisode s'ouvre sur le générique de 1963 et sur le même plan de policier passant dans la rue que An Unearthly Child devant la décharge des Foreman où le Docteur avait posé le TARDIS. L'école où Clara Oswald enseigne est la même que celle où Susan Foreman étudiait dans cet épisode, vue également dans l'épisode du vingt-cinquième anniversaire, Remembrance of the Daleks. On peut y remarquer que Ian Chesterton, un des premiers compagnons du Docteur et professeur de Susan, en est devenu le directeur. De plus, le propriétaire est un certain W. Coburn, ce qui renvoie à Anthony Coburn, le scénariste de An Unearthly Child.
- Le code d'utilisation du manipulateur de vortex que le onzième Docteur grave dans la geôle de la Tour de Londres est la date de diffusion de la première partie de An Unearthly Child et Clara passe en moto devant une horloge affichant 5 heures et quart, l'heure de la diffusion de ce même épisode.
- La scène où Clara rentre à moto à l'intérieur du TARDIS fait référence à une scène identique du téléfilm Le Seigneur du Temps.
- Juste après cela, Clara referme la porte du TARDIS en claquant des doigts, un mode d'ouverture et de fermeture initié dans Bibliothèque des ombres, deuxième partie.
- Le Onzième Docteur porte les lunettes d'Amy que cette dernière portait dans l'épisode Les Anges prennent Manhattan. Un peu plus tard, il porte un fez comme dans La Pandorica s'ouvre, deuxième partie.
- Osgood porte le même nom de famille qu'un des techniciens de UNIT vu dans The Dæmons. De plus, son écharpe est celle du quatrième Docteur.
- Le souvenir de la chute d'Arcadia montre Gallifrey entournée de millions de vaisseaux Daleks que le Docteur va détruire, ce qui est ce qu'il a expliqué dans Dalek.
- Le Docteur a déjà mentionné sa présence lors de la chute d'Arcadia dans Adieu Rose.
- Lorsque le général entre dans la salle du conseil de guerre, on lui dit que le haut-conseil se réunit. Une référence aux événements de La Prophétie de Noël qui précèdent immédiatement du point de vue des seigneurs du Temps.
- Le dixième Docteur réutilise la machine qui fait "Ding" qu'il utilisait dans Les Anges pleureurs.
- Les Zygons ne sont apparus qu'une seule fois dans l'épisode de 1975 Terror of the Zygons et faisaient face au père de Kate Stewart, le Brigadier Lethbridge-Stewart. Cet épisode les montrait attendant sur Terre depuis des siècles à la suite de la destruction de leur planète. Cet épisode rattache la disparition de leur monde à la Guerre du Temps.
- Le dixième et le onzième Docteur tentent de « renverser la polarité », une phrase célèbre du troisième Docteur.
- Parmi les toiles vues dans le musée on peut trouver une parodie du Radeau de la Méduse avec des Cybermen dessus.
- Kate Stewart demande les archives d'UNIT concernant les années "70 ou 80". Il s'agit d'une blague concernant les problèmes de continuité concernant les épisodes où le troisième et le quatrième Docteur viennent en aide à UNIT, certains scénaristes affirmant qu'ils se déroulent dans les années 1970, d'autres dans un futur proche des années 1980. Elle fait remarquer qu'UNIT a assisté précédemment à la rencontre de trois versions du Docteur, c'était effectivement dans The Three Doctors en 1972.
- Dans l'entrepôt d'UNIT, on peut trouver entre autres : les chaussures de River Song, la rose des sables d'Amy, les roues magnétiques utilisées par Torchwood à la fin de Adieu Rose, un tableau sur lequel se trouvent la plupart des visages des compagnons du Docteur, le manipulateur de vortex de Jack Harkness ainsi qu'une copie du Dalek Suprême rouge et or de la Terre Volée ou la tête d'un Cyberman arraché tel qu'ils apparaissent entre les saisons 2 à 6.
- Le Onzième Docteur décrit sa rencontre avec ses deux précédentes incarnations par l'expression « Wibbly Wobbly Timey Wimey stuff » (« un méli-mélo spatio-temporel »), une phrase devenue célèbre du Dixième Docteur qu'il prononça dans Les Anges pleureurs. Ce dernier tente d'ailleurs immédiatement de se démarquer de l'emploi de l'expression.
- Lorsque les trois Docteurs sont enfermés dans la tour de Londres, le Onzième Docteur refuse de raconter l'avenir au Dixième Docteur en disant « Spoiler » (« C'est pas l'heure ! ») une remarque prononcée régulièrement par River Song.
- Clara explique qu'elle a déjà rencontré chaque incarnation du Docteur, à cause de ses réincarnations successives à la fin de Le Nom du Docteur.
- En voyant le dixième Docteur se faire embrasser lors de son mariage avec la reine, le Docteur de la Guerre demande au 11e Docteur si "cela arrive beaucoup". En effet, depuis le téléfilm des années 1990, Le Seigneur du Temps on a vu le Docteur se faire embrasser de nombreuses fois, une chose qui était totalement taboue dans la série classique.
- Lorsque le TARDIS change trois fois d'apparence, on voit celles des TARDIS du neuvième et dixième Docteur, du Docteur de la guerre, et du onzième. D'ailleurs, le fait que le dixième Docteur n'aime pas la décoration renvoie à la même remarque que faisait le deuxième Docteur au troisième dans The Three Doctors. Le onzième fait cette même remarque en découvrant la maison de Craig dans Tournée d'adieux.
- On voit une photographie du Brigadier Lethbridge-Stewart lors de la confrontation entre Kate Stewart et les Zygons.
- Le Docteur utilise le télégraphe spatio-temporel, que le Brigadier avait utilisé pour rappeler le Docteur à l'issue de Revenge of the Cybermen.
- Le numéro de téléphone du Docteur est le même que durant « La Terre volée ».
- L'interface du Moment / le Grand Méchant Loup prédit au Docteur de la guerre qu'un jour il l'embrassera, ce qui arrive à la fin de la Croisée des Chemins.
- La plupart des passages montrant les différents Docteurs venant en aide à la sauvegarde de Gallifrey sont issus d'anciens épisodes, sauf l'apparition du "douzième" joué par Peter Capaldi, dont on ne voit que les yeux.
- Les derniers mots du dixième Docteur « I don't want to go » (« je ne veux pas m'en aller ») renvoient à ses derniers mots à la fin de La Prophétie de Noël de même que la remarque du Docteur de la Guerre, « My body is wearing a bit thin » (« mon corps se désagrège ») renvoie aux derniers mots du premier Docteur à la fin de The Tenth Planet.
- Le fait que le Docteur de la guerre en se régénérant souhaite que ses oreilles soient moins visibles la prochaine fois, renvoie à la remarque que le neuvième Docteur (son successeur direct) fait lorsqu'il se voit pour la première fois dans la glace dans « Rose » lorsqu'il trouve que ses oreilles ne sont pas terribles.
- Le Dixième Docteur est satisfait que son futur « soit entre de bonnes mains », ce que le Premier avait dit au Cinquième à la fin de The Five Doctors.
- L'épisode termine sur une apparition de Tom Baker qui a tenu le rôle du quatrième Docteur, dans le rôle du conservateur du musée. Qui plus est, le mur derrière lui ressemble à la décoration de son TARDIS.

## Production

### Écriture et casting
| |  |  |
| David Tennant et Billie Piper réapparaissent, ils jouaient les rôles du dixième Docteur et de Rose Tyler, compagnon du Docteur au cours des saisons 1 et 2. |  |  |

L'épisode a été écrit par Steven Moffat, ancien auteur en chef avant son remplacement par Chris Chibnall et le retour de Russell T Davies en 2023, et produit par Faith Penhale en 3D. Le 30 mars 2013, une erreur de messagerie est survenue, et beaucoup d'abonnés de Doctor Who Magazine ont reçu la revue cinq jours avant la date prévue de diffusion. Ce numéro de la revue comportait l'annonce que David Tennant et Billie Piper, qui avaient joué précédemment le dixième Docteur et Rose Tyler dans Doctor Who devaient apparaître dans l'épisode spécial, de même que l'acteur John Hurt. En mettant de côté les flashbacks et les images d'archives, Tennant n'est plus apparu dans Doctor Who depuis son apparition finale dans le rôle du Docteur dans La Prophétie de Noël seconde partie, et Piper n'a plus joué Rose Tyler comme un membre régulier de la distribution depuis Adieu Rose (bien qu'elle ait repris son rôle dans divers épisodes de la quatrième saison et qu'elle soit apparue brièvement dans La Prophétie de Noël). Lors de la lecture du script organisée le 1er avril, la BBC a également diffusé une image confirmant que l'actrice Joanna Page aurait également un rôle dans l'épisode.
Le tournage a commencé en avril 2013, simultanément avec la diffusion de la seconde partie de la septième saison de Doctor Who. Le 3 avril, après que Page eut été photographiée dans un costume et maquillage Tudor, Rob Leigh du Mirror a émis l'hypothèse qu'elle joue le rôle d'Élisabeth Ire. Le 9 avril 2013 des scènes ont été tournées à Trafalgar Square à Londres.

## Diffusion
L'épisode spécial a été diffusé au Royaume-Uni sur BBC One le 23 novembre 2013. Il est également disponible en 3D, à la fois via une chaîne de la BBC et par une sortie limitée au cinéma lors de la diffusion de l'épisode à la télévision. La diffusion au cinéma en 3D comportait une petite vidéo où Strax, le 11e, le 10e et le Docteur de la Guerre, demandaient aux gens de couper leurs téléphones portables et d'enfiler leurs lunettes 3D. Cet épisode a eu une sortie simultanée dans 94 pays dans le monde. La diffusion en France a été assurée par France 4 en version multilingue à 20 h 50.
En France, l'épisode diffusé le 23 novembre 2013 à 20 h 50 sur France 4 a été suivi par 719 000 téléspectateurs soit 2,9 % de parts de marché.

## Distinctions

### Récompenses
- British Academy Television Awards 2014 : Radio Times Audience Award